# Nycteola aurana
Nycteola aurana är en fjärilsart som beskrevs av Richardson 1952. Nycteola aurana ingår i släktet Nycteola och familjen trågspinnare. Inga underarter finns listade i Catalogue of Life.